# Albion Avdijaj
Albion Avdijaj (Zurigo, 12 gennaio 1994) è un calciatore svizzero naturalizzato albanese, attaccante dello YF Juventus.

## Biografia
Nato e cresciuto in Svizzera ma è di origini kosovare-albanesi.

## Carriera

### Club
Il 1º luglio 2017 viene acquistato a titolo definitivo dalla squadra svizzera del Grasshoppers, con cui firma un contratto quadriennale con scadenza il 30 giugno 2021.

### Nazionale
Il 21 maggio 2014 prende parte alla gara amichevole Kosovo-Turchia (1-6).

## Statistiche

### Presenze e reti nei club
Statistiche aggiornate al 20 gennaio 2021.
| Stagione               | Squadra                | Campionato             | Campionato | Campionato | Coppe nazionali | Coppe nazionali | Coppe nazionali | Coppe continentali | Coppe continentali | Coppe continentali | Altre coppe | Altre coppe | Altre coppe | Totale | Totale |
| Stagione               | Squadra                | Comp                   | Pres       | Reti       | Comp            | Pres            | Reti            | Comp               | Pres               | Reti               | Comp        | Pres        | Reti        | Pres   | Reti   |
| ---------------------- | ---------------------- | ---------------------- | ---------- | ---------- | --------------- | --------------- | --------------- | ------------------ | ------------------ | ------------------ | ----------- | ----------- | ----------- | ------ | ------ |
| 2011-2012              | Grasshoppers II        | 1L                     | 22         | 6          | -               | -               | -               | -                  | -                  | -                  | -           | -           | -           | 22     | 6      |
| 2013-2014              | Grasshoppers II        | 1L                     | 12         | 7          | -               | -               | -               | -                  | -                  | -                  | -           | -           | -           | 12     | 7      |
| Totale Grasshoppers II | Totale Grasshoppers II | Totale Grasshoppers II | 34         | 13         |                 | -               | -               |                    | -                  | -                  |             | -           | -           | 34     | 13     |
| 2014-2015              | Wolfsburg II           | RLN                    | 26         | 11         | -               | -               | -               | -                  | -                  | -                  | -           | -           | -           | 26     | 11     |
| lug.-ago. 2015         | Wolfsburg II           | RLN                    | 5          | 3          | -               | -               | -               | -                  | -                  | -                  | -           | -           | -           | 5      | 3      |
| Totale Wolfsburg II    | Totale Wolfsburg II    | Totale Wolfsburg II    | 31         | 14         |                 | -               | -               |                    | -                  | -                  |             | -           | -           | 31     | 14     |
| 2015-2016              | Vaduz                  | SL                     | 23         | 4          | CS+CL           | 0+2             | 1               | UEL                | -                  | -                  | -           | -           | -           | 25     | 5      |
| 2016-2017              | Vaduz                  | SL                     | 23         | 3          | CS+CL           | 0+2             | 6               | UEL                | 3                  | 0                  | -           | -           | -           | 28     | 9      |
| Totale Vaduz           | Totale Vaduz           | Totale Vaduz           | 46         | 7          |                 | 4               | 7               |                    | 3                  | 0                  |             | -           | -           | 53     | 14     |
| 2017-2018              | Grasshoppers           | SL                     | 10         | 2          | CS              | 3               | 1               | -                  | -                  | -                  | -           | -           | -           | 13     | 3      |
| 2018-2019              | Debrecen               | NBI                    | 21         | 1          | CU+CdL          | 3+0             | 2               | -                  | -                  | -                  | -           | -           | -           | 24     | 3      |
| lug.-set. 2019         | Grasshoppers           | CL                     | 4          | 0          | CS              | 0               | 0               | -                  | -                  | -                  | -           | -           | -           | 4      | 0      |
| Totale Grasshoppers    | Totale Grasshoppers    | Totale Grasshoppers    | 14         | 2          |                 | 3               | 1               |                    | -                  | -                  |             | -           | -           | 17     | 3      |
| set. 2019-2020         | Viborg                 | 1D                     | 6          | 0          | CD              | 0               | 0               | -                  | -                  | -                  | -           | -           | -           | 6      | 0      |
| 2020-gen. 2021         | Tirana                 | KS                     | 0          | 0          | CA              | 2               | 0               | UCL+UEL            | 2+0                | 0                  | SA          | 0           | 0           | 4      | 0      |
| gen.-giu. 2021         | Vllaznia               | KS                     | 3          | 0          | CA              | 0               | 0               | -                  | -                  | -                  | -           | -           | -           | 3      | 0      |
| Totale carriera        | Totale carriera        | Totale carriera        | 155        | 37         |                 | 12              | 10              |                    | 5                  | 0                  |             | -           | -           | 172    | 47     |

### Cronologia presenze e reti in nazionale
| Cronologia completa delle presenze e delle reti in nazionale ― Albania under 21 | Cronologia completa delle presenze e delle reti in nazionale ― Albania under 21 | Cronologia completa delle presenze e delle reti in nazionale ― Albania under 21 | Cronologia completa delle presenze e delle reti in nazionale ― Albania under 21 | Cronologia completa delle presenze e delle reti in nazionale ― Albania under 21 | Cronologia completa delle presenze e delle reti in nazionale ― Albania under 21 | Cronologia completa delle presenze e delle reti in nazionale ― Albania under 21 | Cronologia completa delle presenze e delle reti in nazionale ― Albania under 21 |
| Data                                                                            | Città                                                                           | In casa                                                                         | Risultato                                                                       | Ospiti                                                                          | Competizione                                                                    | Reti                                                                            | Note                                                                            |
| ------------------------------------------------------------------------------- | ------------------------------------------------------------------------------- | ------------------------------------------------------------------------------- | ------------------------------------------------------------------------------- | ------------------------------------------------------------------------------- | ------------------------------------------------------------------------------- | ------------------------------------------------------------------------------- | ------------------------------------------------------------------------------- |
| 16-11-2014                                                                      | Emirati Arabi                                                                   | Uzbekistan under 21                                                             | 1 – 0                                                                           | Albania under 21                                                                | Torneo di Dubai                                                                 | -                                                                               |                                                                                 |
| 18-11-2014                                                                      | Dubai                                                                           | Emirati Arabi Uniti under 21                                                    | 1 – 0                                                                           | Albania under 21                                                                | Torneo di Dubai                                                                 | -                                                                               |                                                                                 |
| 16-6-2015                                                                       | Sollentuna                                                                      | Svezia under 21                                                                 | 4 – 1                                                                           | Albania under 21                                                                | Amichevole                                                                      | 1                                                                               | 82’ 87’                                                                         |
| 3-9-2015                                                                        | Tirana                                                                          | Albania under 21                                                                | 1 – 1                                                                           | Israele under 21                                                                | Qual. Europeo Under-21 2017                                                     | -                                                                               | 29’ 49’                                                                         |
| Totale                                                                          |                                                                                 | Presenze                                                                        | 4                                                                               |                                                                                 | Reti                                                                            | 1                                                                               |                                                                                 |

## Palmarès

### Club

#### Competizioni nazionali
- Coppa del Liechtenstein: 2

Vaduz: 2015-2016, 2016-2017
- Coppa d'Albania: 1

Vllaznia: 2020-2021